# Cinéma dans le Loiret

Le département du Loiret (en rouge) sur une carte de France

La page cinéma dans le Loiret présente l'histoire de l'activité cinématographique, les salles de projection actuelles ou passées, les tournages de courts ou de longs-métrages, en lien dans le département du Loiret situé en région Centre-Val de Loire.

## Liste des salles de cinéma du département

### Beaugency
- Le Dunois, rue Maille-d'Or

### Château-Renard
- Le Vox, place du Vieux Marché. Salle de cinéma associative de 66 fauteuils [1].

### Dampierre-en-Burly
- Le Club à l'espace culturel[2].

### La Ferté-Saint-Aubin

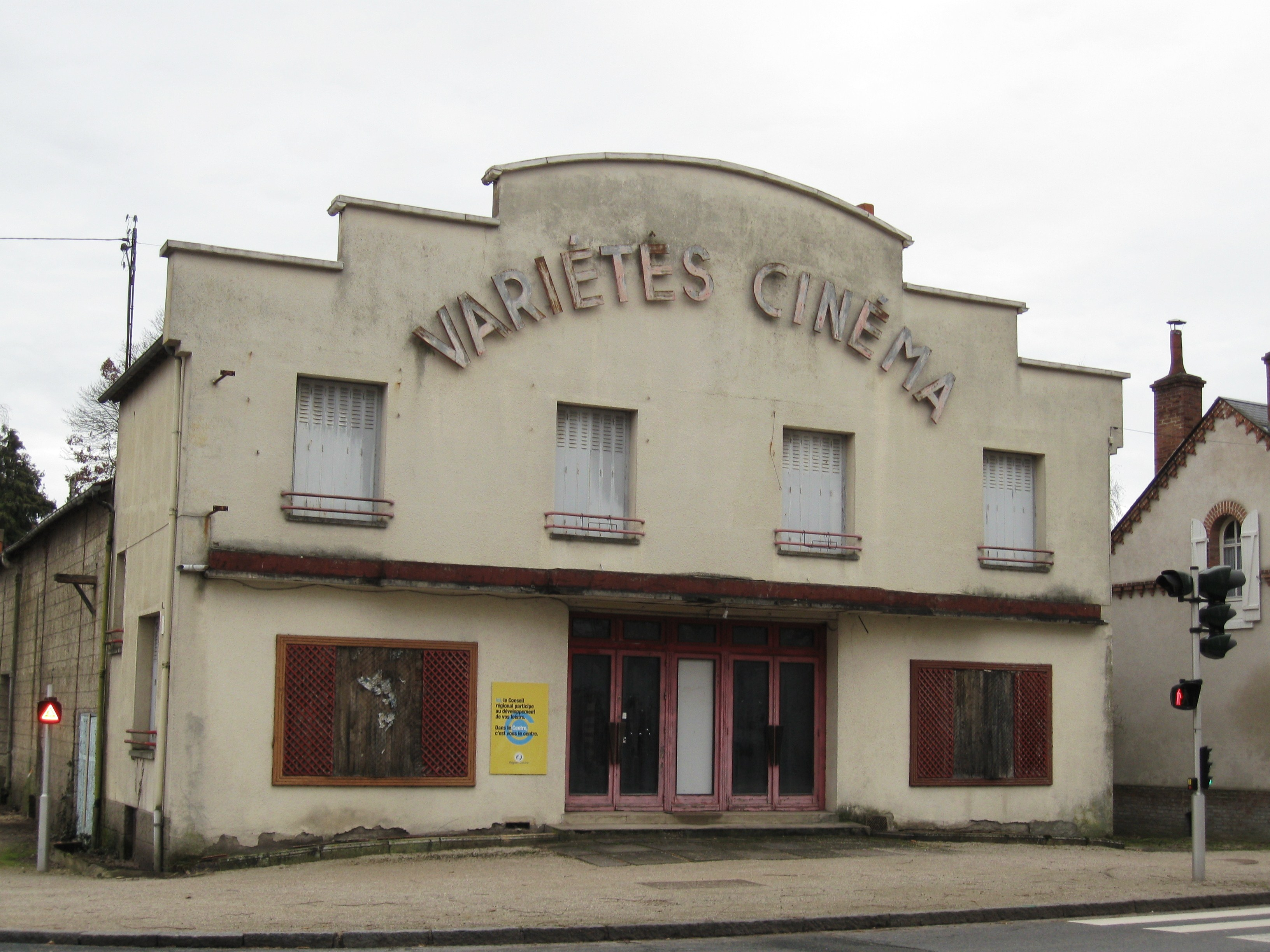
Le Variétés Cinéma à La Ferté-Saint-Aubin

- Le Variétés Cinéma, rue du Général Leclerc[3].

### Gien
- Le Club, place du petit-château

### Meung-sur-Loire
- La Fabrique, rue des Mauves

### Montargis
- AlTiCiné, neuf salles, 1 420 places, rue du Port, classé Art et essai, labels Jeune public et Recherche et découverte[4]

### Orléans

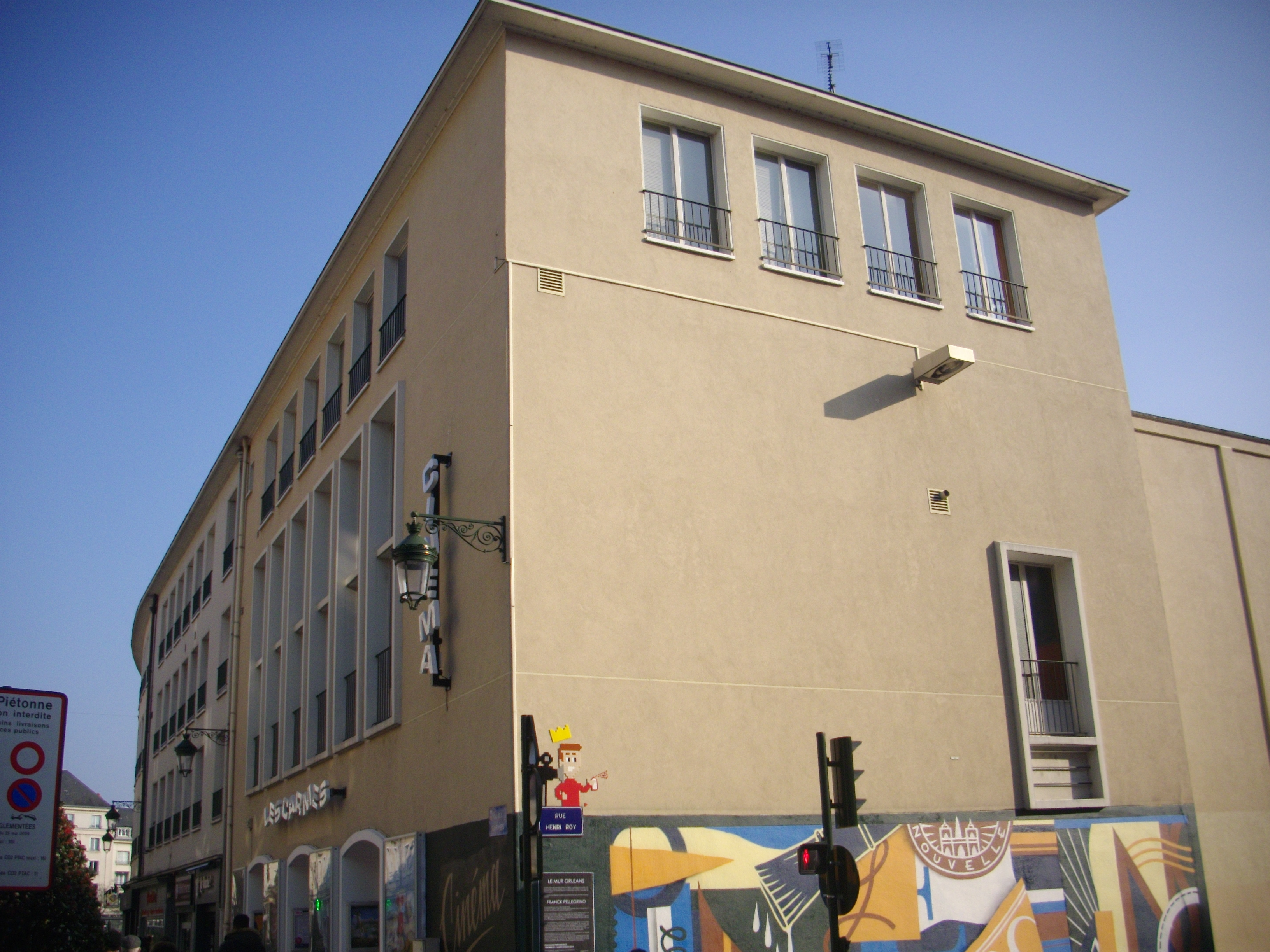
Cinéma des Carmes.

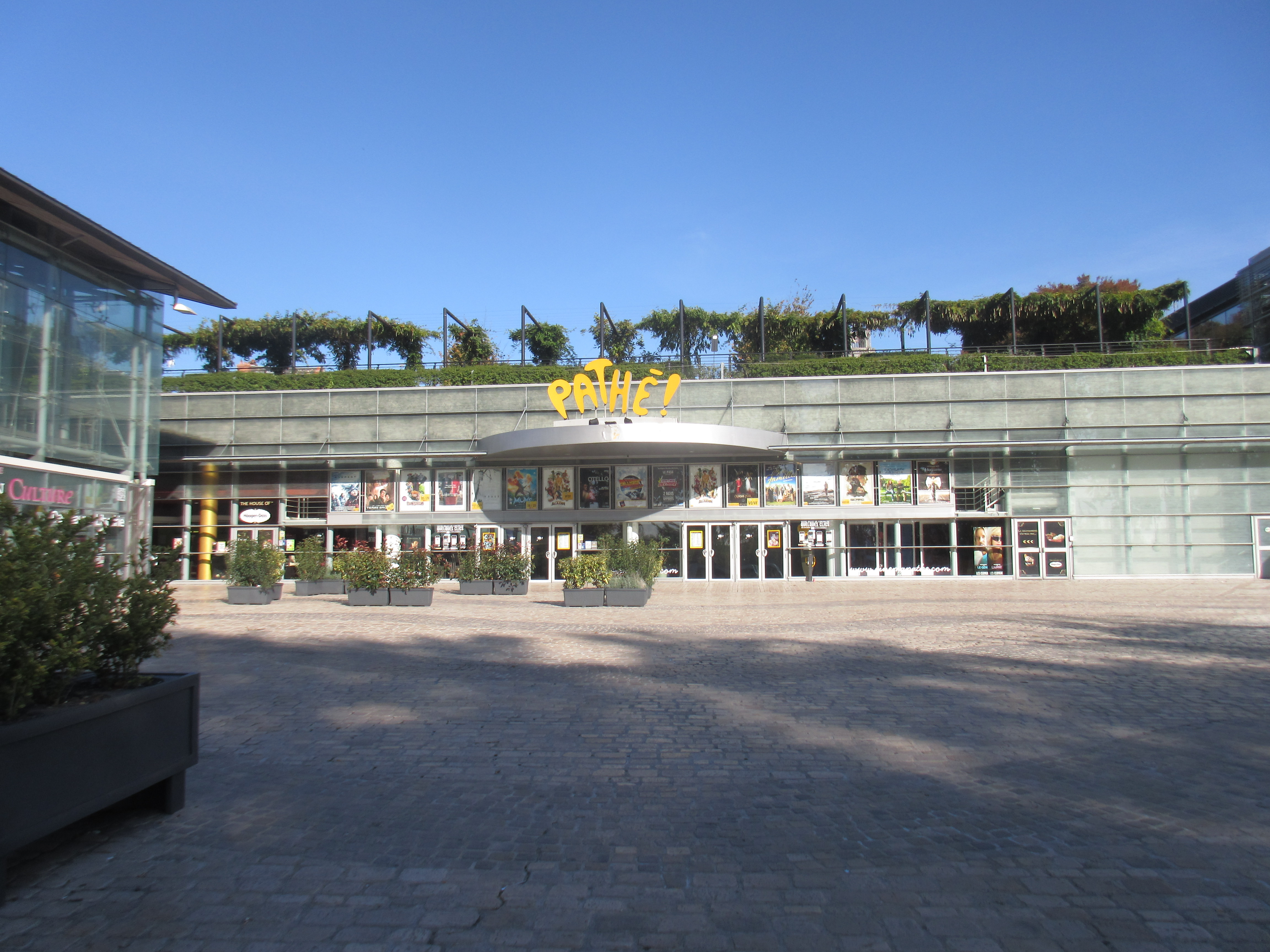
Cinéma Pathé Place de Loire

- Pathé Orléans, douze salles, 2 233 places, depuis 2003, place de Loire
- Les Carmes, quatre salles, rue des Carmes, classé Art et essai[5],[6]
- Le ciné-club de l'association populaire art et culture au théâtre d'Orléans[7]
- Ciné jardin, séances de cinéma en plein air dans les jardins publics orléanais, chaque vendredi du mois d'août depuis 2005[8].

#### Anciens cinémas
- Le Royal, boulevard Rocheplatte. Né de la transformation du théâtre de l'Alhambra en 1933, il est profondément remanié en 1974. Plusieurs salles de projection sont conservées et un complexe immobilier est bâti[9],[10] ;
- L’A.B.C., rue de la gare (actuelle rue de Paris). Remplaçant l'Apollo-théâtre en 1938, il est exploité jusqu'en 1981, et démoli en 1982[11] ;
- Le Select, cinq salles, de 1977 à 2008, rue Jeanne-d'Arc[10] ;
- L’Artistic, cinq salles, des années 1960 à 2005, boulevard Aristide-Briand[10] ;
- Le Rio (films pornographiques), rue de Bourgogne[10] ;
- Le Martroi (Art et essai), rue d'Illiers[10].
- L'UGC place d'Arc devenu Pathé Place d'Arc, six salles, 1 096 places, de 1988 à 2016, dans le centre commercial Place d'Arc[12].

### Pithiviers
- Le Mail, mail ouest

### Saran
- Pathé Saran, neuf salles dont une IMAX, 1 956 places, à proximité de la tangentielle d'Orléans (route nationale 60)

### Sully-sur-Loire
- Le Sully, une salle de 203 places, situées au 22 boulevard Jeanne d'Arc. Il propose une programmation généraliste et diversifiée. Les séances du jeudi soir à 20h30 sont consacrées au cinéma art et essai en version originale.

### Cinémas itinérants
- Le Cinémobile de l'agence régionale du Centre pour le livre, l'image et la culture numérique (Ciclic), dessert 19 communes : Artenay, Bazoches-les-Gallerandes, Beaune-la-Rolande, Bellegarde, Briare, Cerdon, Châteauneuf-sur-Loire, Châtillon-Coligny, Courtenay, Dordives, Fay-aux-Loges, La Ferté-Saint-Aubin, Jargeau, Lorris, Neuville-aux-Bois, Patay, Puiseaux, Traînou et Sermaises[13] ;
- Le Ciné-Sologne organisé par l'association de l'Union pour la culture populaire en Sologne, dessert neuf communes : Marcilly-en-Villette, Ligny-le-Ribault, Vannes-sur-Cosson, Tigy, Menestreau-en-Villette, Saint-Ay, Jouy-le-Potier, Sennely et Saint-Denis-de-l'Hôtel[14].

## Personnalités du cinéma liées au département
- Rémy Julienne (1930-2021), cascadeur, concepteur de cascades et acteur français, né à Cepoy à côté de Montargis.

- Marion Cotillard, actrice française née en 1975, a étudié au collège de Puiseaux, au lycée Voltaire d'Orléans et au Conservatoire à rayonnement départemental d'Orléans.